# Brisinga chathamica
Brisinga chathamica är en sjöstjärneart som beskrevs av McKnight 1973. Brisinga chathamica ingår i släktet Brisinga och familjen Brisingidae. Inga underarter finns listade i Catalogue of Life.